# Benjamin Jörissen
Benjamin Jörissen (* 8. September 1968 in Krefeld) ist ein deutscher Erziehungswissenschaftler und Hochschullehrer.

## Leben
Jörissen studierte Erziehungswissenschaft und Philosophie in Köln, Düsseldorf und Berlin. Er schloss das Studium als Magister ab. Im Anschluss war er von 2000 bis 2004 wissenschaftlicher Mitarbeiter am Arbeitsbereich Anthropologie und Erziehung, Fachbereich Erziehungswissenschaft und Psychologie an der Freien Universität Berlin. Von 2001 bis 2006 arbeitete er zudem am Projekt „Die Hervorbringung des Sozialen in Ritualen und Ritualisierungen“ des DFG-Sonderforschungsbereiches 447 Kulturen des Performativen mit. Er wurde 2005 an der FU Berlin summa cum laude mit einer Dissertation mit dem Titel Bild – Medium – Realität. Die Wirklichkeit des Sozialen und die Neuen Medien promoviert. Von 2004 bis 2011 war er wissenschaftlicher Mitarbeiter bei Winfried Marotzki am Lehrstuhl für Allgemeine Pädagogik der Otto-von-Guericke-Universität Magdeburg. 2014 wurde Jörissen habilitiert und erhielt die venia legendi für Erziehungswissenschaft. Nach verschiedenen Vertretungsprofessuren ist er seit Oktober 2015 Inhaber des Lehrstuhls für Pädagogik mit Schwerpunkt Kultur und ästhetische Bildung, zugleich Inhaber des UNESCO Chair in Arts and Culture in Education an der Friedrich-Alexander-Universität Erlangen-Nürnberg. 2018 wurde er in die Europäische Akademie der Wissenschaften und Künste aufgenommen.

## Schriften (Auswahl)
- mit Lisa Unterberg und Tanja Klepacki (Hrsg.): Cultural Sustainability and Arts Education. International Perspectives on the Aesthetics of Transformation, Springer, Singapore 2023, ISBN 978-981-19-3914-3,  doi:10.1007/978-981-19-3915-0.
- mit Michael Ahlers, Martin Donner und Carsten Wernicke (Hrsg.): MusikmachDinge im Kontext. Forschungszugänge zur Soziomaterialität von Musiktechnologie. Olms Verlag, Hildesheim/Zürich/New York 2022, doi:10.18442/mmd-6 (open access).
- mit Stephan Kröner und Lisa Unterberg (Hrsg.): Forschung zur Digitalisierung in der kulturellen Bildung, kopaed, München 2019 (open access).
- mit Torsten Meyer (Hrsg.):  Subjekt, Medium, Bildung, Springer VS, Wiesbaden 2015, ISBN 978-3-658-06170-8.
- mit Jörg Zirfas (Hrsg.): Schlüsselwerke der Identitätsforschung. Ein Lehrbuch. VS Verlag für Sozialwissenschaften, Wiesbaden 2010, ISBN 978-3-531-15806-8.
- mit Winfried Marotzki: Medienbildung. Eine Einführung, UTB Klinkhardt, Stuttgart 2009, ISBN 978-3-8252-3189-7.
- Beobachtungen der Realität. Die Frage nach der Wirklichkeit im Zeitalter der neuen Medien (Zugl.: Berlin, Freie Univ., veränd. Diss.), Transcript, Bielefeld 2007, ISBN 978-3-89942-586-4.
- Identität und Selbst. Systematische, begriffsgeschichtliche und kritische Aspekte, Logos-Verlag, Berlin 2000, ISBN 978-3-89722-535-0.